# Жукурусу
Жукурусу (порт. Jucuruçu)  —  муниципалитет в Бразилии, входит в штат Баия. Составная часть мезорегиона Юг штата Баия. Входит в экономико-статистический микрорегион Порту-Сегуру. Население составляет 9726 человек на 2006 год. Занимает площадь 1438,463 км². Плотность населения — 6,8 чел./км².

## Статистика
- Валовой внутренний продукт на 2003 год составляет 52 562 730,00 реалов (данные: Бразильский институт географии и статистики).
- Валовой внутренний продукт на душу населения на 2003 год составляет 4802,88 реалов (данные: Бразильский институт географии и статистики).
- Индекс развития человеческого потенциала на 2000 год составляет 0,583 (данные: Программа развития ООН).